# 月形潔
月形 潔（つきがた きよし、弘化4年6月27日（1847年8月7日） - 明治27年（1894年）1月8日）は、江戸時代末期の福岡藩士、明治時代の官僚。北海道樺戸集治監典獄、樺戸・雨竜・上川三郡郡長として北海道開拓に携わる。樺戸郡月形町の町名は彼の姓に由来している。

## 生涯

### 幼少期
弘化4年（1847年）、筑前国遠賀郡中底井野村（現福岡県中間市中底井野）で旭迎堂を開いていた儒学者でもある福岡藩士月形健
（春耕）と伊藤常足の門人の宮崎省庵の娘の竹との間に生まれ、直吉と名付けられる。
嘉永3年（1850年）鞍手郡植木村（現福岡県直方市）に伯父（父の長兄）の月形深蔵（漪嵐）が隠居して教授所を開き、直吉は深蔵の元に足しげく通い、朱子学や剣術を学ぶ。また、深蔵の次男の月形覚も鞍手郡木屋瀬村（現福岡県北九州市八幡西区）に滞留していた際に兄のように慕い、詩文などを教わる。その後、伯父（父の三番目の兄）の長野誠に経学、史学、軍学、剣術など文武両道を学んだ。
万延元年（1860年）、桜田門外の変を期に福岡藩内でも勤王派の動きが活発になり、脱藩して京都にいた平野国臣や中村円太から情勢を知った深蔵の長男である月形洗蔵が藩主の黒田長溥に参勤交代を止めるように建議書を提出した。連日の謁見の後、延期が決まったが洗蔵は参勤中止を迫り、保守派の家老達の藩政を批判し人事を改めるように要求したために洗蔵をはじめとする月形一門と中村円太らを謹慎処分となる。
文久元年（1861年）、参勤を終えた黒田長溥は月形一門を流罪6人を含む処分を下した（辛酉の獄）。この年、直吉は元服して名前を修平に改めた。

### 藩士時代
文久2年（1862年）、伯父の深蔵が自宅謹慎のまま病死した。修平はその後、中底井野村を離れ、須恵村、翌年には武丸村（現福岡県宗像市）に移っていった。
文久4年（1864年）、勤王党と行動を共にしていた修平は福岡藩を訪れていた、五卿三条実美の使者の土方久元に会い、恩赦によって自宅へ戻ったが未だに蟄居にある従兄の洗蔵の状況を伝えた。
元治元年（1864年）、禁門の変の後に長州征討が決まると、黒田長溥は長州周旋を決定し、勤王派が周旋にあたることになった。
洗蔵ら勤王派はさらに薩長融和や五卿移転の説得などに尽力したことにより、長州征討を中止させることに成功する。
慶応元年（1865年）6月、 幕府は第二次征長を決定し、勤王派の征討中止は否定されており、さらに勤王派内部は穏健派の加藤司書派と過激派の月形洗蔵派に分裂し、同志討ちが起こっていた。勤王派内部により「加藤司書を首領とする勤王派は優柔不断な藩主長溥を犬鳴御別館に幽閉して、世子長知を擁立して藩政改革を行う計画をしている」ということを耳にした長溥は勤王派と協力者を投獄、修平も瀬口三兵衛と共に喜多岡勇平暗殺の嫌疑で逮捕される。
修平は嫌疑が晴れて釈放されるが、10月 従兄の洗蔵は斬首の刑に処された（乙丑の獄）。
慶応3年（1867年）12月、修平は洗蔵の盟友だった早川養敬の出牢を出迎えている

### 維新後
維新後は、新政府に雇われ福岡藩権少参事として勤務する。潔はこのとき藩が組織的に行っていた太政官札贋造事件の調査を命ぜられる。事件そのものは政治決着により片付けられたが、この時の働きが評価され1877年（明治10年）警察の巡査隊長に任命され西南戦争の鎮圧に当たる。その後司法省八等出仕、東京裁判所小検事、内務省御用掛を歴任する。
西南戦争が終わった頃から政府は相次いで起こった内乱の逮捕者を収監する施設の建設が急務となった。本来危険分子の隔離が目的であったが、当時政府はロシアの南下に備える為に北海道の開拓を推し進め北の守りを固める方針をとっていた。しかし、北海道開拓は遅々として進まないことから内務卿の伊藤博文は囚人を安価で使える労働者とみたて囚人に開拓にあたらせることを発案し、監獄を北海道に建設する方針を固める。政府は開拓長官黒田清隆に監獄候補地の推挙を求め、この現地調査にかねてから官吏として評価の高かった潔ら7人が抜擢される。伊藤博文と山縣有朋が信頼してのものだった。

### 樺戸集治監典獄
開拓使による集治監候補地は十勝川沿岸、有珠郡奥後志山麓（羊蹄山）、石狩川上流方面の三箇所で、月形らは3班に分かれ調査を行った。月形が調査を行った石狩川沿上流は「シベツブト（上シベツ辺とも）」と呼ばれる土地で、樹木が生い茂り正に原生林そのものであったという。他の候補地に比べ石狩川という水上交通を利用でき、札幌に近いことからこの地と決め、1881年（明治14年）に建設された。建設された樺戸集治監の初代典獄（刑務所長）に月形が就任し、2000人もの囚人が収容された。月形はまず戸籍を福岡から樺戸に移し、率先して開拓にあたった。月形の指揮する囚人達は効率よく開拓を進め、後に国道12号等北海道の主要道路とされるものの原型は彼らが作った。1884年（明治17年）北漸寺仮御堂等を建設する。当時の樺戸集治監には官舎がなかった為月形も典獄といえども囚人と同じ場所で起居したという。月形が典獄を務めたこの頃集治監には｢五寸釘の寅吉｣で知られる西川寅吉や贋札作りの名人熊坂長庵等が収監されていた。熊坂は樺戸にいる間に村人に絵を教えていたという。また、当時小樽に在住だった新撰組の生き残りの永倉新八に依頼して明治15年から4年間、同集治監の剣術師範に招き、看守らに剣術の指導を受けさせた。村人は月形のこれらの功績を称え同地を「月形村」と提案し、内務省もまた認可を与え樺戸郡月形村となった。
1885年（明治18年）に潔は肺を患い郷里の福岡で静養する。1886年（明治19年）4月2日には樺戸集治監の需要品買い上げ及び運搬費用の業者貸与が行われるも償却の目途が立たなくなったことで銀行株券を抵当として貸付、払下げ金の一部納入延期を認めたこと、官舎を24戸新築、同監官吏から資金を出して会議所建設を計画するも費用が足らず官費から拠出を求めるといったことを上位組織に申請せず独断で行ったことで免本官、正七位返上を命じられる。
1894年（明治27年）死去。

## 樺戸集治監のその後
月形が去った後も囚人達の開拓は進み、1886年（明治19年）には日本で初めてといわれる上水道を建設する。これは月形水道或いは監獄水道と呼ばれる。1896年（明治29年）には円福寺を建築する。住民と囚人との間でも交流がすすみ、囚人が住民の家を建てることもあったという。1909年（明治42年）には先の仮御堂建築した北漸寺本堂を完成させる。1919年（大正8年）に樺戸集治監は廃監となったが、その後は1973年（昭和48年）まで月形村役場として活用された。月形の地には以後監獄はなくなったが1970年代に刑務所の誘致運動が興る。おりしも東京・豊多摩刑務所の移転が検討されていた事もあり、運動の甲斐あって1983年（昭和58年）に月形刑務所が設置された。
1973年（昭和48年）に月形町役場（1953年（昭和28年）に町制施行）が新庁舎に移ると旧樺戸集治監は新たに｢北海道行刑資料館｣として生まれ変わり、1996年（平成8年）同館は月形樺戸博物館と名称変更する。月形町には月形潔の銅像も建立されている。

## 関連作品
- 吉村昭著『赤い人』講談社文庫、1977年 -  樺戸集治監の歴史を描いた作品。
- 葉室麟著 『月神』角川春樹事務所、2013年 -  従兄弟の月形洗蔵を描いた「月の章」と月形潔を描いた「神の章」の二部構成の歴史小説
- 浦辺登著『維新秘話福岡』122ページ、第45話、花乱社、ISBN978-4-910038-15-5
- 映画『北の螢』1984年 監督：五社英雄、月形をモデルにした月潟剛史を仲代達矢が演じた。